# Caloptilia jasminicola
Caloptilia jasminicola är en fjärilsart som beskrevs av Liu och Yuan 1990. Caloptilia jasminicola ingår i släktet Caloptilia och familjen styltmalar. Inga underarter finns listade i Catalogue of Life.